# FK Partizan
A Fudbalski klub Partizan (szerbül: Фудбалски клуб Партизан, latin betűkkel: Fudbalski Klub Partizan) egy szerb labdarúgócsapat, melynek székhelye a fővárosban Belgrádban van. 
A csapat történelméhez olyan dicső események köthetőek, mint az első BEK-meccsen való szereplés 1955-ben, az első olyan csapat, amely kelet-európaiként eljutott a BEK-döntőig 1966-ban, és az első olyan szerb csapat, amely eljutott a Bajnokok ligája csoport-küzdelmeiig. 
A Partizan a másodosztályú FK Teleoptik csapat tulajdonosa. Az UEFA szerint az Ajax Amszterdam után a Partizannak van a második legjobb utánpótlás-nevelő bázisa Európában.  
Felmérések szerint a Partizan Belgrád a második legnépszerűbb csapat Szerbiában, a lakosság 32,2%-a "rajong" a klubért. 
Az örökranglistán, mint legtöbb mérkőzésen játszó játékos: Momčilo Vukotić vezet, 791-szer lépett pályára a fekete-fehérek színeiben!
A legtöbb gólt Stjepan Bobek szerezte, egész pontosan 425-ször volt eredményes a klub egykori legendája.
Eddigi története során a Partizan Beograd 6-szor is nyert mérkőzést úgy, hogy 10 vagy annál több gólt szerzett ugyanazon a találkozón. 2 bajnokságban is szereztek 100-nál több gólt, és a mindenkori rekordot is a Partizan tartja szezonban lőtt legtöbb gólok tekintetében, a mesteri rekord 111 lőtt gól ugyanabban a szezonban.

## A csapat rövid története
A Partizant 1945. október 4-én alapították a Jugoszláv Sport Szövetség részeként. 
Nevét a II. világháború-beli kommunista katonai mozgalomról, a partizánokról kapta. 
A Partizan még mindig tagja a 25 különböző klubot magába foglaló Jugoszláv Sport Szövetségnek, valamint tagja a Szerb Labdarúgó Szövetségnek is, azonban teljesen független szervezetben, pénzügyekben valamint vezetőség tekintetében.  
A csapat a Jugoszláv Néphadsereg kötelékében jött létre, valamint stadionja is e katonai szervezetről kapta nevét (Jugoszláv Néphadsereg Stadionja, röviden: Stadion JNA). 
Az 50-es évek elején a csapat függetlenedett a hadseregtől. Első nemzetközi meccsét 1945. december 6-án játszotta a CSZKA Moszkva (akkoriban CDKA) ellen.  
A Partizan volt az egyik résztvevője a legelső nemzetközi kupameccsnek, amelyre 1955. szeptember 3-án került sor Lisszabonban a Sporting ellen. A meccs eredménye 3-3 volt. A Partizan volt az első kelet-európai csapat, amely eljutott a BEK-döntőjéig, miután az elődöntők során a Manchester Unitedet búcsúztatta. Az 1966-os döntő során a jugoszlávok vereséget szenvedtek a Real Madridtól. 
A jelenkort figyelembe véve a csapat a Bajnokok ligája 2003–2004-es idényében a csoportkör résztvevője volt, miután az utolsó selejtezőkörben a Newcastle Unitedet búcsúztatta. A 2004–2005-ös idényben a legjobb 16 csapat közé jutott az UEFA-kupában.   
A Partizan jelenlegi színe a fekete és fehér, korábban a kék-piros volt.

## Sikerek

### Nemzeti
- Szerb bajnokság
  -  Bajnok (8): 2007–08, 2008–09, 2009–10, 2010–11, 2011–12, 2012–13, 2014–15, 2016–17
  -  Második (6): 2006–07, 2013–14, 2017–18, 2019–20, 2020–21, 2021–22
  -  Harmadik (1): 2018–19
- Szerbia és Montenegrói bajnokság
  -  Bajnok (8): 1992-93, 1993-94, 1995-96, 1996-97, 1998-99, 2001–02, 2002–03, 2004–05
  -  Második (5): 1994-95, 1999-2000, 2000-01, 2003-04, 2005-06
  -  Harmadik (1): 1997-98
- Jugoszláv bajnokság
  -  Bajnok (11): 1946–47, 1948–49, 1960–61, 1961–62, 1962–63, 1964–65, 1975–76, 1977–78, 1982–83, 1985–86, 1986–87
  -  Második (9): 1953–54, 1955-56, 1957–58, 1958–59, 1967–68, 1969–70, 1983–84, 1987–88, 1991–92
  -  Harmadik (8): 1947–48, 1950, 1952–53, 1959–60, 1966–67, 1968–69, 1984–85, 1990–91

- Szerb kupa
  -  Győztes (7): 2008, 2009, 2011, 2016, 2017, 2018, 2019
  -  Döntős (3): 2015, 2020, 2022
- Szerbia és Montenegró-i kupa
  -  Győztes (4): 1992, 1994, 1998, 2001
  -  Döntős (3): 199, 1996, 1999
- Jugoszláv kupa
  -  Győztes (5): 1947, 1952, 1954, 1957, 1989
  -  Döntős (4): 1948, 1959, 1960, 1979

### Nemzetközi
- BEK
  -  Döntős (1): 1966
  - Negyeddöntős (1): 1964
- KEK
  - Negyeddöntős (1): 1990

- Közép-európai kupa
  -  Győztes (1): 1978

## Játékosok

### Jelenlegi keret
2020. október 2-i állapotnak megfelelően.
| #  |     | Poszt | Név               |
| -- | --- | ----- | ----------------- |
| 1  | SRB | K     | Matija Gočmanac   |
| 3  | CMR | V     | Macky Bagnack     |
| 4  | SRB | V     | Dušan Lalatović   |
| 5  | MNE | V     | Igor Vujačić      |
| 6  | ISR | KP    | Bibras Natkho     |
| 7  | SRB | KP    | Dennis Stojković  |
| 8  | HUN | CS    | Holender Filip    |
| 9  | NGA | CS    | Umar Sadiq        |
| 10 | SRB | KP    | Lazar Pavlović    |
| 11 | JPN | CS    | Takuma Asano      |
| 15 | SRB | V     | Uroš Vitas        |
| 16 | SRB | KP    | Saša Zdjelar      |
| 17 | SRB | KP    | Miljan Momčilović |
| 19 | MNE | KP    | Aleksandar Šćekić |
| 20 | GUI | KP    | Seydouba Soumah   |
| 23 | SRB | V     | Bojan Ostojić     |

| #  |     | Poszt | Név                  |
| -- | --- | ----- | -------------------- |
| 26 | SRB | V     | Aleksandar Miljković |
| 31 | SRB | V     | Rajko Brežančić      |
| 32 | SRB | CS    | Nikola Štulić        |
| 41 | SRB | K     | Aleksandar Popović   |
| 50 | SRB | CS    | Lazar Marković       |
| 70 | SRB | CS    | Nikola Čolić         |
| 72 | SRB | V     | Slobodan Urošević    |
| 77 | BIH | CS    | Nemanja Jović        |
| 80 | SRB | KP    | Filip Stevanović     |
| 85 | SRB | K     | Nemanja Stevanović   |
| 87 | SRB | CS    | Nikola Lakčević      |
| 88 | SRB | K     | Vladimir Stojković   |
| 91 | SRB | CS    | Bojan Matić          |
| 97 | SRB | V     | Aleksandar Lutovac   |
| 99 | SRB | KP    | Milan Smiljanić      |

### A csapat korábbi híresebb játékosai
| Jugoszlávia Szerbia és Montenegró Szerbia - Radomir Antić - Aleksandar Atanacković - Mane Bajić - Radoslav Bečejac - Bruno Belin - Nenad Bjeković - Stjepan Bobek - Petar Borota - Branko Brnović - Miroslav Brozović - Dragan Ćirić - Saša Ćurčić - Ivan Ćurković - Zlatko Čajkovski - Zvezdan Čebinac - Ratko Čolić - Milan Damjanović - Andrija Delibašić - Zoran Dimitrijević - Igor Duljaj - Borivoje Đorđević - Milko Đurovski - Milan Galić - Ivan Golac - Mustafa Hasanagić - Saša Ilić - Ivica Iliev | - Vladimir Ivić - Miodrag Ješić - Slaviša Jokanović - Miodrag Jovanović - Fahrudin Jusufi - Tomislav Kaloperović - Srečko Katanec - Mateja Kežman - Nikica Klincsarszki - Vladica Kovačević - Ivica Kralj - Danko Lazović - Dragan Mance - Ljubomir Mihajlović - Prvoslav Mihajlović - Predrag Mijatović - Jovan Miladinović - Savo Milošević - Miloš Milutinović - Zoran Mirković - Albert Nađ - Fahrudin Omerović - Blagoje Paunović - Xhevat Prekazi - Ljubomir Radanović - Lazar Radović - Branko Rašović - Slobodan Santrač - Niša Saveljić - Kiril Simonovski - Predrag Spasić | - Nenad Stojković - Milutin Šoškić - Franjo Šoštarić - Ivan Tomić - Zoran Tošić - Aleksandar Trifunović - Marko Valok - Velibor Vasović - Fadil Vokrri - Nebojša Vučićević - Zvonimir Vukić - Momčilo Vukotić - Ilija Zavišić - Branko Zebec - Zvonko Živković Brazília - Juca Kamerun - Pierre Boya Nigéria - Ifeanyi Emeghara - Obiora Odita - Taribo West Lengyelország - Tomasz Rząsa |

Megjegyzés: A korábbi jugoszláv tagköztársaságbeli játékosok a Jugoszlávia/Szerbia és Montenegró/Szerbia jelzet alatt szerepelnek, amennyiben "hazai" játékosnak számítottak, amikor a klubot szolgálták.

## A klub eddigi edzői
- Aleksandar Stanojević (2020–)
- Savo Milošević (2019–2020)
- Zoran Mirković (2018–2019)
- Miroslav Đukić (2017–2018)
- Marko Nikolić (2016–2017)
- Ivan Tomić (2016)
- Ljubinko Drulović (2015–2016)
- Zoran Milinković (2015–)
- Marko Nikolić (2013–2015)
- Vuk Rašović (2013)
- Vladimir Vermezović (2012 – 2013)
- Ávrám Grant (2012. január 13. –)
- Aleksandar Stanojević (2010. április 16 – 2012. január 13.)
- Goran Stevanović (2009. szeptember 5. – 2010. április 16.)
- Slaviša Jokanović (2007. december 25. – 2009. szeptember 5.)
- Miroslav Đukić (2007. január 9. – 2007. december 19.)
- Miodrag Ješić (2006. május 18. – 2007. január 9.)
- Jürgen Röber (2005. október 6. – 2006. május 11.)
- Vladimir Vermezović (2004. január 6. – 2005. október 2.)
- Lothar Matthäus (2002. december 22. – 2003. december 13.)
- Ljubiša Tumbaković (2000. május 24. – 2002. december 18.)
- Miodrag Ješić (1999. június 3. – 2000. május 21.)
- Ljubiša Tumbaković (1992. július 3. – 1999. június)
- Ivica Osim (1991. július 1. – 1992. július 3.)
- Miloš Milutinović (1990. július 1. – 1991. július 1.)
- Nenad Bjeković (1990. április 29. – 1990. július 1.)
- Ivan Golac (1989. szeptember 27. – 1990. április 26.)
- Momčilo Vukotić (1988. szeptember 12. – 1989. szeptember 27.)
- Fahrudin Jusufi (1987. július 1. – 1988. szeptember 12.)
- Nenad Bjeković (1984. augusztus 19. – 1987. június 30.)
- Miloš Milutinović (1982. július 1. – 1984. augusztus 19.)
- Tomislav Kaloperović (1980. július 1. – 1982. július 1.)
- Josip Duvančić (1979. július 1. – 1980. június 30.)
- Jovan Miladinović (1979. április 15. – 1979. július 1.)
- Florijan Matekalo (1979. január 1. – 1979. április 14.)
- Ante Mladinić (1977. január 12. – 1978. december 31.)
- Jovan Miladinović (1976. október 16. – 1976- december 31.)
- Tomislav Kaloperović (1974. november 17. – 1976. október 15.)
- Mirko Damjanović (1973. november 30. – 1974. november 16.)
- Velibor Vasović (1971. december 24. – 1973. november 29.)
- Gojko Zec (1970. július 2. – 1971. december 23.)
- Kiril Simonovski (1969. november – 1970. június)
- Stevan Vilotić (1969. ősz – 1969. november)
- Stjepan Bobek (1967. ősz – 1969. ősz)
- Stevan Vilotić (1967. július- 1967. ősz)
- Abdulah Gegić (1965. ősz – 1967. július)
- Marko Valok (1965. március- 1965. ősz)
- Aleksandar Atanacković (1964. augusztus – 1964. december)
- Florijan Matekalo (1964. Február – 1964. augusztus 1.)
- Marko Valok (1963. ősz – 1964. február)
- Kiril Simonovski (1962/63-as idény vége)
- Stjepan Bobek (1960/61 – 1962/63-as idény végéig )
- Spitz Illés (1958/59 – 1959/60)
- Kalocsay Géza (1957/58)
- Florijan Matekalo (1957. január- 1956/57-as idény végéig)
- Kiril Simonovski (1956/57 – 1957. január)
- Aleksandar Tomašević (1955/56)
- Spitz Illés (1954/55)
- Milovan Ćirić (1953/54)
- Spitz Illés (1952/53-as idény 2 fele)
- Toni Pogačnik (1952 – 1952/53-as idény 1 fele)
- Spitz Illés (1946–1951)
- Franjo Glaser (1945)

## A klub eddigi elnökei
- Ratko Vujović (1950)
- Bogdan Vujošević (1952–1956)
- Đuro Lončarević (1956–1958)
- Martin Dasović (1958–1962)
- Dimitrije Pisković (1962–1963)
- Ilija Radaković (1963–1965)
- Vladimir Dujić (1965–1967)
- Mića Lovrić (1967–1971)
- Milosav Prelić (1971–1973)
- Vesa Živković (1973–1974)
- Predrag Gligorić (1974–1975)
- Nikola Lekić (1975–1979)
- Vlada Kostić (1979–1981)
- Miloš Ostojić (1979–1983)
- Novak Rodić (1981–1983)
- Dragan Papović (1983–1987)
- Zdravko Lončar (1987–1988)
- Zdravko Mrvić (1987–1988)
- Špiro Sinovčić (1988–1989)
- Ivan Ćurković (1989 – tiszteletbeli elnök)
- Mirko Marjanović (1989–1994)
- Božidar Martinović (1994–1997)
- Ivan Ćurković (2000. május 20.–2006. december 26.)
- Nenad Popović (2006. december 26.–2007. április 26.)
- Tomislav Karadžić (2007. szeptember 26.–2008)
- Dragan Đurić (2008–2014)
- Zoran Popović (2014–2015)
- Ivan Ćurković (2015–2016)
- Milorad Vučelić (2016-)

## Mez-szponzorok és -gyártók
| Időszak   | Mez-gyártó | Mez-szponzor |
| --------- | ---------- | ------------ |
| 2000–2003 | Puma       | Peugeot      |
| 2003–2004 | Kappa      | Superfund    |
| 2004–2006 | Kappa      | Imlek        |
| 2006–2009 | Kappa      | Volkswagen   |
| 2009–2010 | Kappa      | MSI          |
| 2010–2011 | Adidas     | EPS          |
| 2011–2012 | Adidas     | -            |
| 2012–2015 | Adidas     | Lav pivo     |
| 2015–     | Adidas     | mt:s         |